# Erbach (Donau)
Erbach är en stad i Alb-Donau-Kreis i förbundslandet Baden-Württemberg i Tyskland. Kommunen består av ortsdelarna (tyska Ortsteile) Erbach, Bach, Dellmensingen, Donaurieden, Ersingen och Ringingen. Folkmängden uppgår till cirka 14 100 invånare, på en yta av 63,29 kvadratkilometer.

## Befolkningsutveckling
| Befolkningsutvecklingen i Erbach 1975–2015 | Befolkningsutvecklingen i Erbach 1975–2015 | Befolkningsutvecklingen i Erbach 1975–2015 | Befolkningsutvecklingen i Erbach 1975–2015 | Befolkningsutvecklingen i Erbach 1975–2015 |
| ------------------------------------------ | ------------------------------------------ | ------------------------------------------ | ------------------------------------------ | ------------------------------------------ |
|                                            |                                            |                                            |                                            |                                            |
| År                                         |                                            |                                            | Folkmängd                                  | Areal (ha)                                 |
| 1975                                       | 1975                                       |                                            | 10 056                                     | 6 329                                      |
| 1980                                       | 1980                                       |                                            | 10 556                                     |                                            |
| 1985                                       | 1985                                       |                                            | 10 460                                     |                                            |
| 1990                                       | 1990                                       |                                            | 11 105                                     | 6 328                                      |
| 1995                                       | 1995                                       |                                            | 11 918                                     | 6 327                                      |
| 2000                                       | 2000                                       |                                            | 12 714                                     | 6 328                                      |
| 2005                                       | 2005                                       |                                            | 13 201                                     | 6 329                                      |
| 2010                                       | 2010                                       |                                            | 13 218                                     |                                            |
| 2015                                       | 2015                                       |                                            | 13 387                                     |                                            |
|                                            |                                            |                                            |                                            |                                            |